# Eriosyce islayensis
Eriosyce islayensis (C.F.Först.) Katt. es una especie  de planta fanerógama de la familia Cactaceae.

## Distribución
Es originario de los Andes, en las proximidades de la ciudad de Mollendo (departamento de Arequipa, Perú) y zona limítrofe de Chile, aunque en este país actualmente podría estar extinta en hábitat.  Es una especie rara en la vida silvestre. La especie se encuentra dentro de la Zona Reservada San Fernando en el Perú.

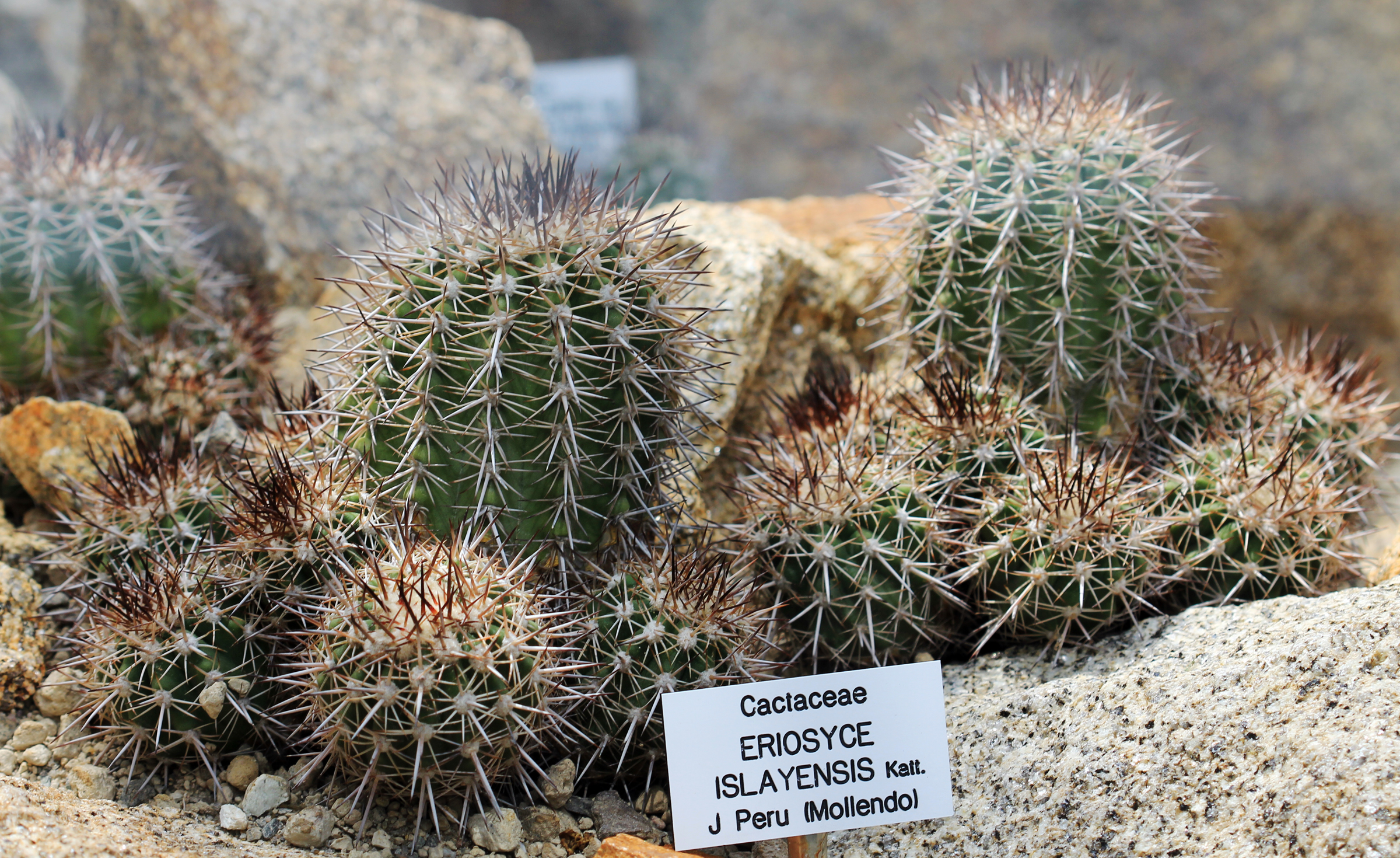
En Prague Botanic Garden

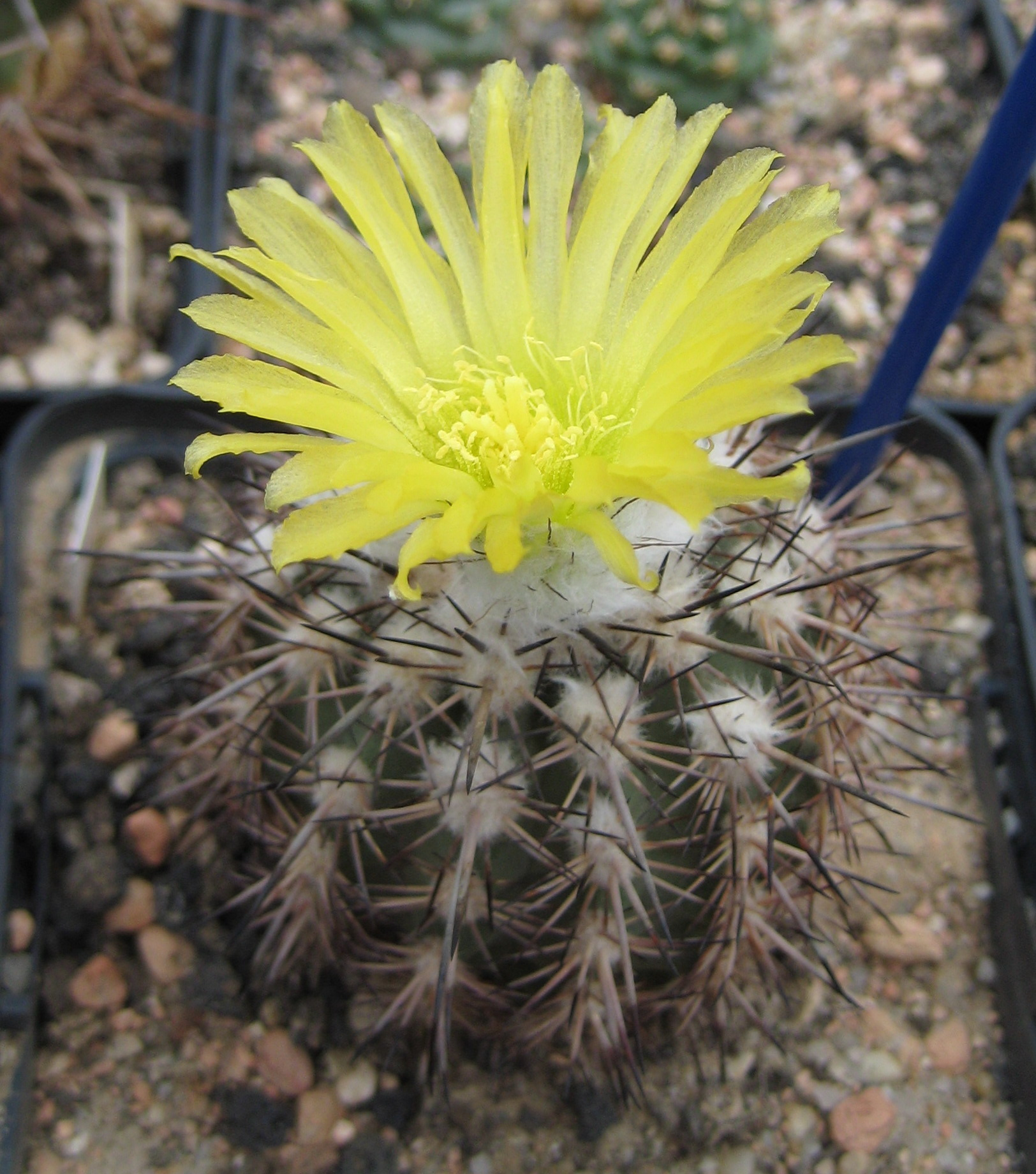
Vista de la planta en flor

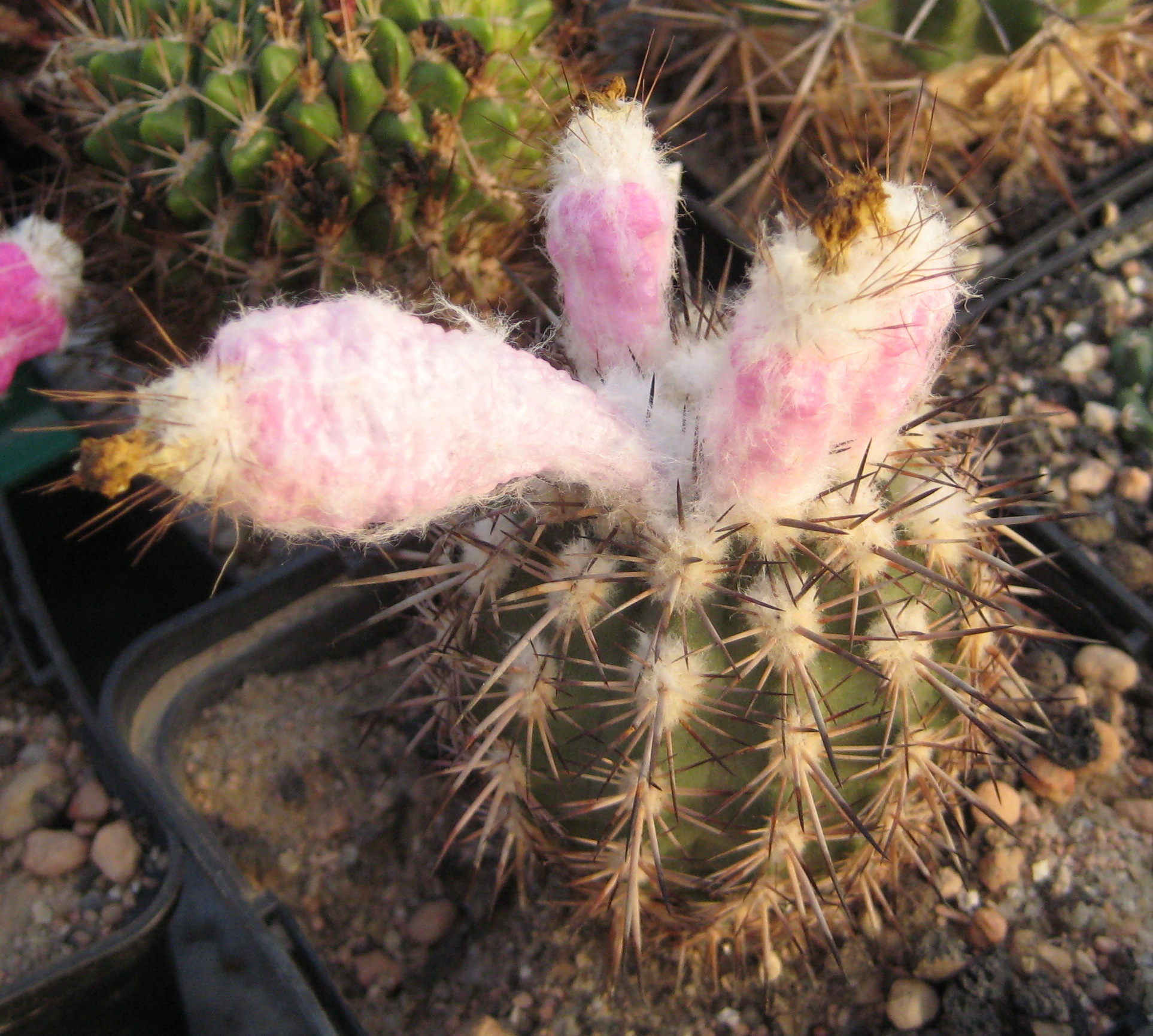
Detalle

## Descripción
Posee un único tallo, globoso, de 15 cm de altura y 7 cm de diámetro, deprimido en el ápice. Tiene de 14 a 18 costillas, sobresalen 5 mm, con aréolas muy juntas, finamente recubierta de un fieltro gris blanquecino, en las primeras fases. Espinas radiales, de 20 a 30, delgadas, punzantes, de 5 a 8 mm de largo, negras, luego se vuelven grisáceas, con 4 espinas centrales en forma de cruz, gruesas y de 1 a 1,5 cm de largo. La parte apical del tallo tiene un fieltro gris plateado, en cuyo centro aparecen las flores, de 2 cm de diámetro, amarillo oro a verdoso muy claro. Frutos alargados en la madurez, inmaduros son globulares, rojos, y un perianto que desecado persiste en la extremidad junto a algunas sedas.

## Cultivo
- Cultivo: crece muy lentamente, se multiplica exclusivamente por semillas.

- Observaciones: tiene más de 20 sinónimos, ej. Eriosyce islayensis. Necesita una media mínima de 10 °C, a pleno sol; con buen drenaje. Contiene alcaloides.

## Taxonomía
Eriosyce islayensis fue descrita por (C.F.Först.) Katt. y publicado en Eriosyce (Cactaceae): The genus revised and amplified 1: 117. 1994.
Etimología
Eriosyce: nombre genérico que deriva de dos palabras griegas "erion" = "lana" y syke = "higuera o higos""; debido a los frutos obtenidos.
islayensis epíteto geográfico que alude a su localización en la antigua provincia de Islay, en el sur de Perú.
Sinonimia
| - Echinocactus islayensis - Islaya islayensis - Neoporteria islayensis - Echinocactus molendensis - Islaya molendensis - Islaya minor - Islaya bicolor - Neoporteria bicolor - Islaya brevicylindrica - Islaya copiapoides - Islaya grandiflorens | - Islaya grandis - Islaya paucispina - Islaya paucispinosa - Islaya krainziana - Neoporteria krainziana - Islaya divaricatiflora - Islaya flavida - Islaya maritima - Islaya minuscula - Islaya unguispina |